# Pajtim Kasami
Pajtim Kasami, född 2 juni 1992, är en schweizisk fotbollsspelare (mittfältare) som spelar för FC Basel i Schweiziska superligan. Han spelar även för det schweiziska landslaget.